# Una Stancev
Una Stancev Stevanovic (* 27. August 2002 in La Herradura) ist eine spanische Leichtathletin, die sich auf den Hochsprung spezialisiert hat.

## Sportliche Laufbahn
Erste internationale Erfahrungen sammelte Una Stancev im Jahr 2021, als sie bei den U20-Europameisterschaften in Tallinn mit übersprungenen 1,70 m in der Qualifikationsrunde im Hochsprung ausschied. Im Jahr darauf belegte sie bei den U23-Mittelmeer-Meisterschaften in Pescara mit 1,70 m den sechsten Platz und 2023 wurde sie bei der 1. Liga der Team-Europameisterschaft im Rahmen der Europaspiele in Chorzów mit 1,80 m Sechste im B-Finale. Anschließend gelangte sie bei den U23-Europameisterschaften in Espoo mit 1,80 m auf den elften Platz. Im Jahr darauf belegte sie bei den Ibero-Amerikanischen Meisterschaften in Cuiabá mit 1,81 m den vierten Platz und 2025 siegte sie mit 1,91 m bei den World University Games in Bochum.
In den Jahren von 2021 bis 2024 wurde Stancev spanische Meisterin im Hochsprung im Freien sowie 2023 und 2024 in der Halle.